# حرب صقلية أولى
كان هدف معظم المدن اليونانية في جنوب وشرق صقلية هدف قرطاج نفسه - حكم التجارة في البحر الأبيض المتوسط. فكان الطرفان يطمعان في السيطرة على جزيرة صقلية بالكامل التي تمثل المفتاح إلى غرب البحر المتوسط ولهذا أصبحوا أعداء دائمين. وكلاهما بدآ استعمار جزيرة صقلية من زمان.
في عام 480 ق.م قام جيلون طاغية مدينة سيراكوزا اليونانية الذي كان يحاول أن يوحد المدن اليونانية في صقلية بتحريض ثيرون طاغية مدينة أكراغاس ضد مدينة هيميرا اليونانية حيث طردوا حاكمها الموالي لقرطاجة المدعو تريليوس.
أستنجد تريليوس بقرطاجة التي قررت أن تحارب إغريق صقلية في عام 480 ق.م.
أرسلت قرطاج جيشا كبيرا مكونا من 300.000 ألف جندي تحت قيادة حملقارت حيث تم إنزالهم على الشاطئ قرب مدينة هيميرا. لكن الإغريق اليونانيون من الخيالة فاجؤوا الجيش القرطاجي من المشاة حيث أن القرطاجيون لم ينشؤوا الخنادق والتحصينات العسكرية. فحاول حملقارت أن يفر بجيشه ناحية سفن الأسطول ولكن اليونانيون تبعوه وقتلوا الكثير من جيشه وقام أسطول سيراكوزا بالقضاء على ما تبقى من القرطاجيين وسفنهم. انتحر حملقارت وتغيرت حكومة قرطاج من أرستقراطية إلى جمهورية ولم تعلن قرطاج الحرب في صقلية لمدة السبعين عاما اللاحقة.